# NK Zrinski Bošnjaci
NK Zrinski je nogometni klub iz Bošnjaka. 

## Povijest
Nogometni klub Zrinski Bošnjaci osnovan je 1932. godine. U SFRJ je nosio ime NK Zrinski. Do sezone 2004./05. klub se zvao NK Zrinski Asteroid Bošnjaci.
U sezoni 1996./97. klub je igrao u 1/16 finala Hrvatskog nogometnog kupa.
Klub je pokrenuo školu nogometa 2009. godine, a prvi trener škole nogometa je Antun Jovanovac. Jovanovac je poslije vodio prvu momčad Zrinskog.

### Plasmani kluba kroz povijest
| Sezona      | Liga                                   | Plasman    |
| ----------- | -------------------------------------- | ---------- |
| 1998./99.   | 1. ŽNL Vukovarsko-srijemska            | Finalist   |
| 1999./2000. | 1. ŽNL Vukovarsko-srijemska            | 1. mjesto  |
| 2000./01.   | 3. HNL – Istok                         | 8. mjesto  |
| 2001./02.   | 3. HNL – Istok                         | 14. mjesto |
| 2002./03.   | 1. ŽNL Vukovarsko-srijemska            | 12. mjesto |
| 2003./04.   | 1. ŽNL Vukovarsko-srijemska            | 6. mjesto  |
| 2004./05.   | 1. ŽNL Vukovarsko-srijemska            | 13. mjesto |
| 2005./06.   | 1. ŽNL Vukovarsko-srijemska            | 8. mjesto  |
| 2006./07.   | 1. ŽNL Vukovarsko-srijemska            | 9. mjesto  |
| 2007./08.   | 1. ŽNL Vukovarsko-srijemska            | 7. mjesto  |
| 2008./09.   | 1. ŽNL Vukovarsko-srijemska            | 15. mjesto |
| 2009./10.   | 1. ŽNL Vukovarsko-srijemska            | 13. mjesto |
| 2010./11.   | 1. ŽNL Vukovarsko-srijemska            | 6. mjesto  |
| 2011./12.   | 1. ŽNL Vukovarsko-srijemska            | 7. mjesto  |
| 2012./13.   | 1. ŽNL Vukovarsko-srijemska            | 4. mjesto  |
| 2013./14.   | 1. ŽNL Vukovarsko-srijemska            | 16. mjesto |
| 2014./15.   | 2. ŽNL Vukovarsko-srijemska NS Županja | 1. mjesto  |
| 2015./16.   | 1. ŽNL Vukovarsko-srijemska            | 9. mjesto  |
| 2016./17.   | 1. ŽNL Vukovarsko-srijemska            | 12. mjesto |